# Brutalism
Albums de Idles
Joy as an Act of Resistance
(2018)
Brutalism est le premier album studio du groupe Idles, sorti en mars 2017.

## Contexte d'enregistrement
Le groupe a commencé à enregistrer l'album en 2015. La mère du chanteur Joseph Talbot (qui est représentée sur la couverture de l'album avec une sculpture de Talbot et de son père) est décédée pendant l'enregistrement de l'album après une longue maladie. Le temps qu'il a consacré à accompagner sa mère dans ses derniers moments et sa mort ont eu un impact majeur sur l'album, et Talbot a déclaré plus tard « Elle était cet album. C'est pourquoi elle était sur la couverture » ,,. Talbot a ajouté des paroles après que la musique ait été écrite par le reste du groupe. Il déclare que les chansons de l'album étaient « liées aux rôles des femmes dans ma vie. Ça a aussi à voir avec le rôle que ma mère a joué avant et après sa mort et aussi avec les thèmes de la progression, du chagrin comme de la reconstruction éventuelle ». Le groupe a enregistré l'album en grande partie en direct en studio, chaque chanson étant enregistrée au maximum trois fois afin de leur garder une sensation brute et urgente. 
Stendhal Syndrome, qui se moque ironiquement des critiques d'art, a été rendue disponible en téléchargement avant la sortie de l'album, tout comme trois autres morceaux de l'album qui ont ensuite été publiés en tant que singles : Mother, qui traite de « la rage masculine impuissante » et du féminisme de Talbot,  Divide & Conquer, sur l'état du NHS, et Well Done, qui traite du système de classe. 
Une édition limitée de 100 LPs est sortie en octobre 2017 avec les cendres de la mère de Talbot pressées dans le vinyle.

## Réception critique
Les paroles de Talbot ont été décrites comme « austères, sans colère et sans fioritures au milieu de l'instrumentation grinçante ».
Brutalism est sélectionné au numéro 5 de la liste des titres recommandés par BBC 6 Music de l'année 2017, où il a été décrit comme un album « indie caustique, volatile (...) [qui livre] un coup d'adrénaline vraiment vital au cœur et à l'esprit ». Il a été décrit par Michael Hann dans The Guardian comme « l'album le plus honnête de 2017 ».

## Liste des pistes
| 1.    | Heel / Heal       | 3:28 |
| 2.    | Well Done         | 2:58 |
| 3.    | Mother            | 3:26 |
| 4.    | Date Night        | 3:06 |
| 5.    | Faith in the City | 2:36 |
| 6.    | 10:49 Gotho       | 3:46 |
| 7.    | Divide & Conquer  | 3:24 |
| 8.    | Rachel Khoo       | 3:26 |
| 9.    | Stendhal Syndrome | 2:24 |
| 10.   | Exeter            | 4:00 |
| 11.   | Benzocaine        | 2:40 |
| 12.   | White Privilege   | 3:02 |
| 13.   | Slow Savage       | 3:40 |
| 41:56 |                   |      |

## Membres
- Joe Talbot - voix
- Mark Bowen - guitare
- Lee Kiernan - guitare rythmique
- Adam Devonshire - basse
- Jon Beavis - batterie